# 荻野村 (新潟県)
荻野村（おぎのむら）は、かつて新潟県中蒲原郡にあった村。1901年11月1日の新設合併によって消滅し、現在は新潟市秋葉区の一部となっている。
以下の記述は合併直前当時の旧荻野村に関しての記述であり、現在では名称等が異なる場合がある。なお、ここに記述されていない内容に関しては新潟市などの記事を参照。

## 概要
1889年（明治22年）から1901年（明治34年）まであった村。三方を小阿賀野川、能代川、信濃川に囲まれた低平地に位置する。合併により成立した村で、村名は合併各村の村名を折衷したもの。村役場は大字中野に設置された。

## 沿革
- 1889年（明治22年）4月1日 - 町村制施行に伴い中蒲原郡萩島新田、中野新田、車場新田、市之瀬新田、覚路津新田（一部）が合併し、荻野村が発足。
- 1901年（明治34年）11月1日 - 中蒲原郡川結村と合併し、荻川村となり消滅。

## 地域
荻野村は、合併した村名を継承する以下の大字で構成される。
荻島（おぎじま）
1889年（明治22年）まであった萩島新田の区域。現在の新潟市秋葉区萩島。
中野（なかの）
1889年（明治22年）まであった中野新田の区域。現在の新潟市秋葉区中野。
車場（くるまば）
1889年（明治22年）まであった車場新田の区域。現在の新潟市秋葉区車場。
市之瀬（いちのせ）

1889年（明治22年）まであった市之瀬新田の区域。現在の新潟市秋葉区市之瀬。
覚路津（かくろづ）

1889年（明治22年）まであった覚路津新田の区域。現在の新潟市秋葉区覚路津。